# つながるセブン
つながるセブンは、2010年4月5日から2012年3月30日まで全国のJ:COMで生放送されていた情報バラエティ番組である。

## 番組概要
ケーブルテレビ史上初の全国同時生放送番組。全国のJ:COMのコミュニティチャンネルで視聴できる。番組では毎日日替わりでメール・FAXを募集しており、さながらラジオのような番組となっている。
番組ロゴは「つながる」と「セブン」の間に数字の「7」が入っている。

## 放送時間
- 月～金　19:00 - 19:55
ただし3カ月ごとの月末に総集編として放送されることもある。生放送としては2012年3月23日（金）が最後の放送となった。

## 出演者

### 総合MC
- 小倉淳 - フリーアナウンサー。2010年6月24日までは「小倉淳の早起きGoodDay!」（ニッポン放送）との掛け持ち

### 過去の出演者
- 七瀬遥（2010年8月19日までアシスタント）
- 原瑞歩（2011年2月22日までアシスタント、火曜日担当）
- 真知りさ（2011年3月28日までアシスタント、月曜日担当）
- 池田彩（2011年3月31日までアシスタント、木曜日担当）
- 杜野まこ（2011年9月26日までアシスタント、隔週水曜日→月曜日担当）
- 福田麻衣（2011年12月13日までアシスタント、隔週火曜日担当）
- 奥山ひな（2011年12月21日までアシスタント、隔週木曜日→不定期水曜日・隔週木曜日担当）

## スタッフ
- 発案・総合プロデュース：若林 宗男（若林 宗男）
- 企画：芦沢忠助教授（芦沢教授）
- カメラ
  - 火曜日：林隆之、成毛紳
  - 金曜日：田代雄一、山本泰司
- SW：鈴木謙友（火）、山本洋（金）
- 音声：石田崇（火）、山下貴之（金）
- 技術：J-crew
- TK：高橋奈央（火）、多田羅英子（金）
- 音効：フリーダム・オブ・ザック
- デザイン：薩摩香那
- ヘアメイク：市瀬ひとみ
- スタイリスト：鈴木肇
- FD：中嶋麗
- プロデューサー：三輪源一
- ディレクター：高田大介、佐々木千夏、一岩正広
- アシスタントディレクター：原佑輔
- 演出：内海光
- 制作協力：JAPAN DREAM WORKS
- 制作著作：J:COM